# Тегерстрём, Роберт
Роберт Тегерстрём (швед. Robert Thegerström, 6 января 1857, Лондон, Великобритания — 9 августа 1919, Стокгольм, Швеция) — шведский художник, график и музыкант.

## Биография
Роберт Тегерстрём был сыном оптового торговца Йохана Роберта Тегерстрёма и Амалии Фейт. Окончив университет в 1875 году и проработав год в компании своего отца, Тегерстрём с 1876 по 1880 год учился в Королевской академии свободных искусств, где он был сокурсником Эрнста Йозефсона, Карла Ларссона, Бруно Лильефорса и Ричарда Берга, которые позже образовали группу Opponenterna (Оппоненты). В 1880 году Роберт отправился в Париж, где провёл двенадцать лет, занимаясь свободным творчеством. Он изучал портретную и пейзажную живопись в нескольких престижных студиях, в том числе в Академии Жюлиана. Благодаря своим денежным сбережениям и общественному положению, Тегерстрём играл значительную роль среди шведских художников в Париже и был одной из центральных фигур в собраниях художников и студий. Вместе с Карлом Нордстрёмом и Алланом Эстерлиндом он провёл в Лион-ла-Форе 1881 год для занятий живописью и несколько лет принадлежал к знаменитой шведско-английской художественной колонии Гре-сюр-Луэн. В 1887 году Роберт женился на Элин Ламм, которая была двоюродной сестрой Эммы Цорн, в результате Тегерстрём стал близким другом Андерса Цорна и получил сильные впечатления от его живописи, а в 1887 году вместе с Цорном он отправился в учебную поездку в Испанию и Марокко. Позже в том же году Роберт провёл свой медовый месяц в Египте и воспользовался возможностью зарисовать архитектурные памятники и изучить местную культуру. Он провёл несколько лет после возвращения домой в Даларё; в этот период Тегерстрём вместе с Цорном и Бергом вёл активную общественную жизнь и писал, среди прочего, портрет Августа Стриндберга, который временно гостил у него в 1891 году. В 1892 году его искусство стало более гибким и тесно связанным с типичной живописью со шведскими пейзажами с мотивами из Юрсхольма и Серё, в которых он с удовольствием подчеркивает местную атмосферу. Роберт построил и долгое время жил в одном из первых домов в Юрсхольме — вилле Таллбаккен, спроектированной Фердинандом Бобергом. В последующие годы он рисовал всевозможные луговые и садовые цветы, которые использовались в качестве декораций на недавно возведенной вилле. Резиденция стала хорошо известной точкой для стокгольмского мира искусства и музыки, где сам Тегерстрём развлекал своих гостей игрой на фортепиано и пением.

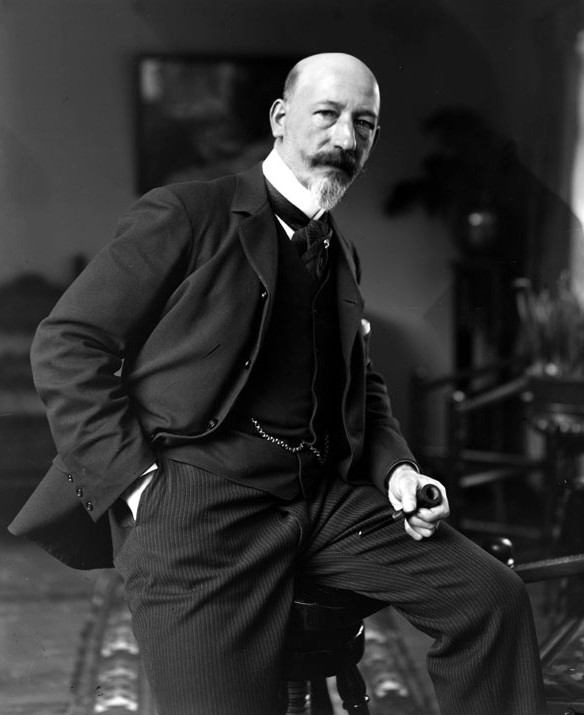
Роберт Тегерстрём в 1907 году

Роберт также работал графиком и изучал графическое искусство у Акселя Тальберга в 1895-1896 годах, а также выполнял портретные и пейзажные работы в виде меццо-тинто. Среди его публичных работ имеются декорации в Королевском драматическом театре, Норра реал в Стокгольме и Юрсхольмской школе. Во время своего прибывания в Париже Тегерстрём участвовал как в Парижском салоне и Всемирной выставке в 1889 году, где он был награждён медалью третьего класса за пастельную картину. Отдельно Роберт показывал ретроспективные выставки в Шведском общественном художественном ассоциации в Стокгольме в 1911 и 1918 годах. В Швеции он участвовал в нескольких выставках Konstnärsförbundet с 1891 года, а также участвовал в ретроспективной выставке Гётеборгской художественной ассоциации в 1911 году, ретроспективной выставке шведского графического общества в 1911-1912 годах в Стокгольме и Балтийской выставке. Тегерстрём был представлен на Всемирной выставке в 1893 году в Чикаго и на выставках в Копенгагене, Берлине и Хельсинки. Шведская общественная художественная ассоциация организует мемориальную выставку с его искусством в 1920 году, за которой последовала мемориальная выставка в Галереи Гуммесон в 1928 и в Юрсхольме в 1962 году.
Роберт был одним из основателей Konstnärsförbundet (Ассоциация художников), и во время своего обучения в Гётеборге в 1886 году он вошёл во внутренний круг в качестве заместителя секретаря, куратора выставок и председателя жюри. Он также был преподавателем в третьей школе живописи ассоциации художников (Konstnärsförbundets skola). Тегерстрём был талантливым музыкантом и сочинил несколько песен, фортепианных пьес и скрипичных сонат.
Роберт Тегерстрём представлен в Национальном музее Швеции, Вальдемарсудде и Гётеборгском художественном музее.

## Галерея

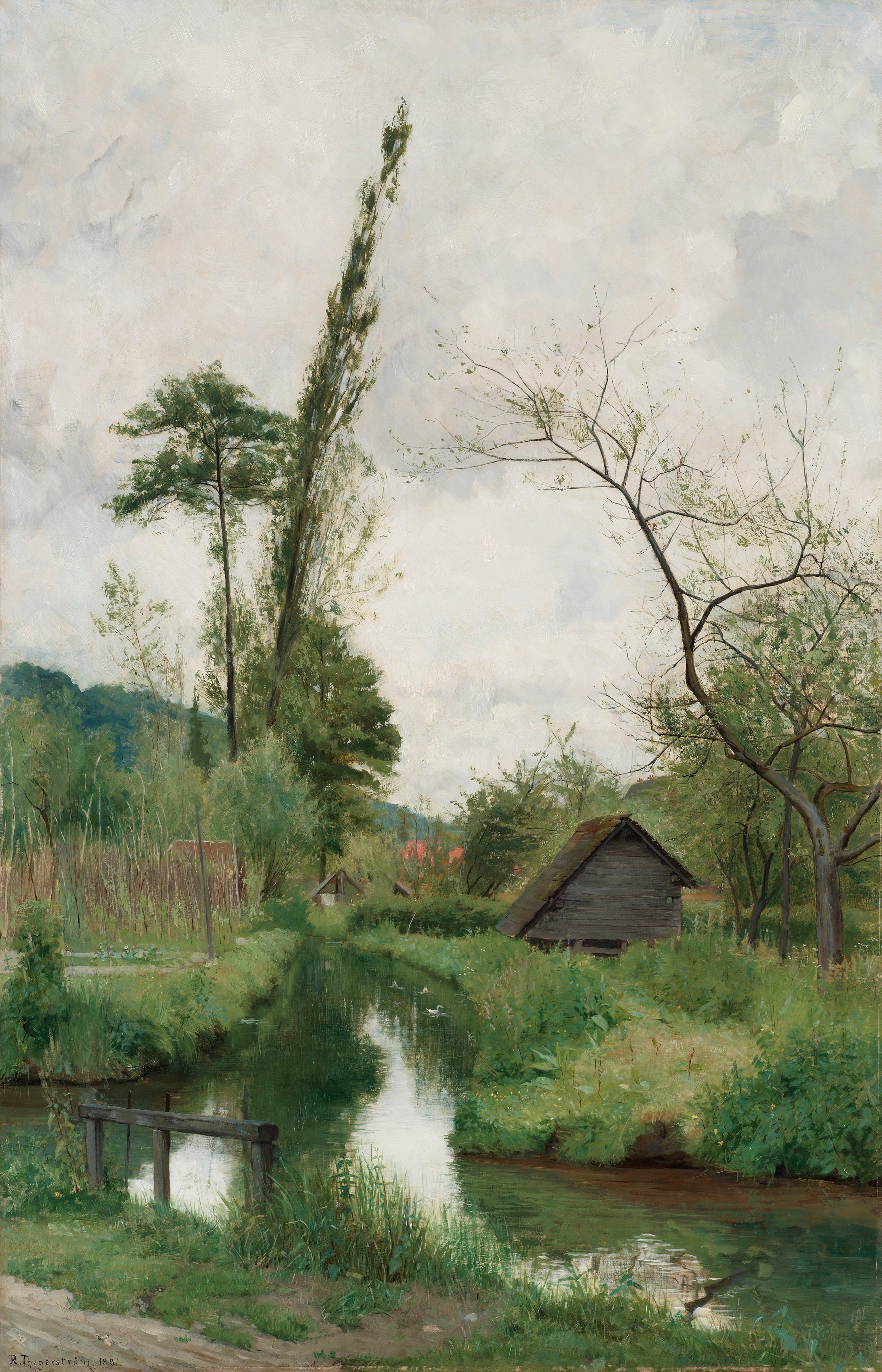
Мотивы из Франции (1881)
Интермеццо (1883)
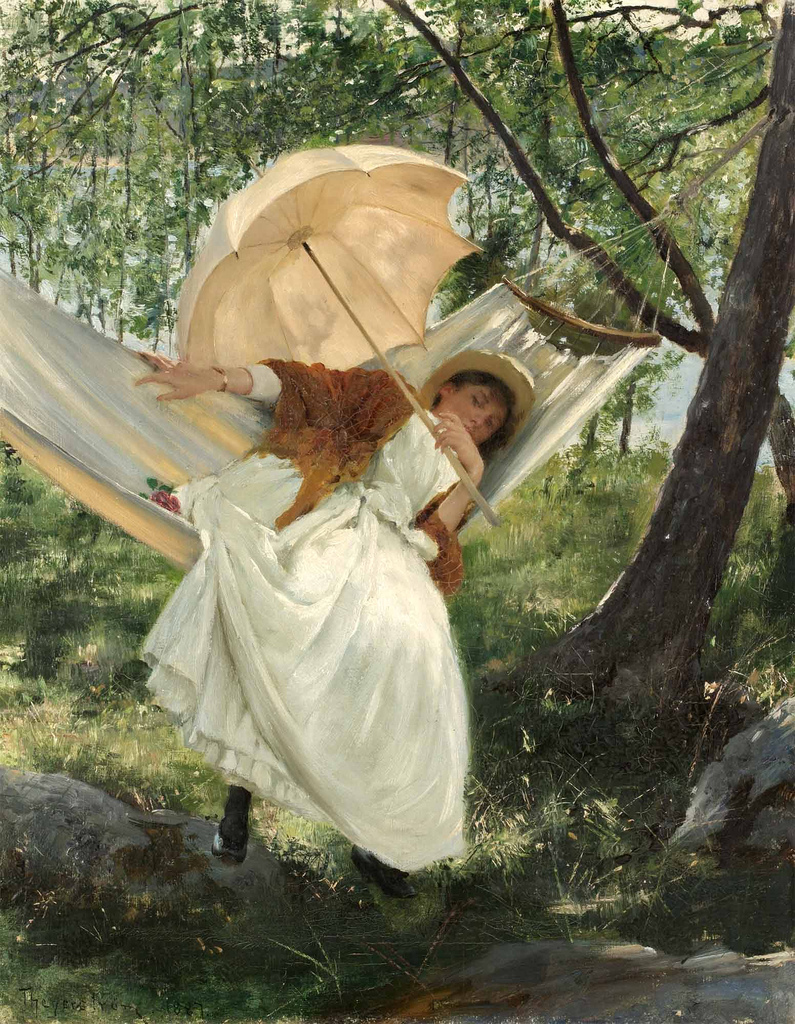
Леность (1887)
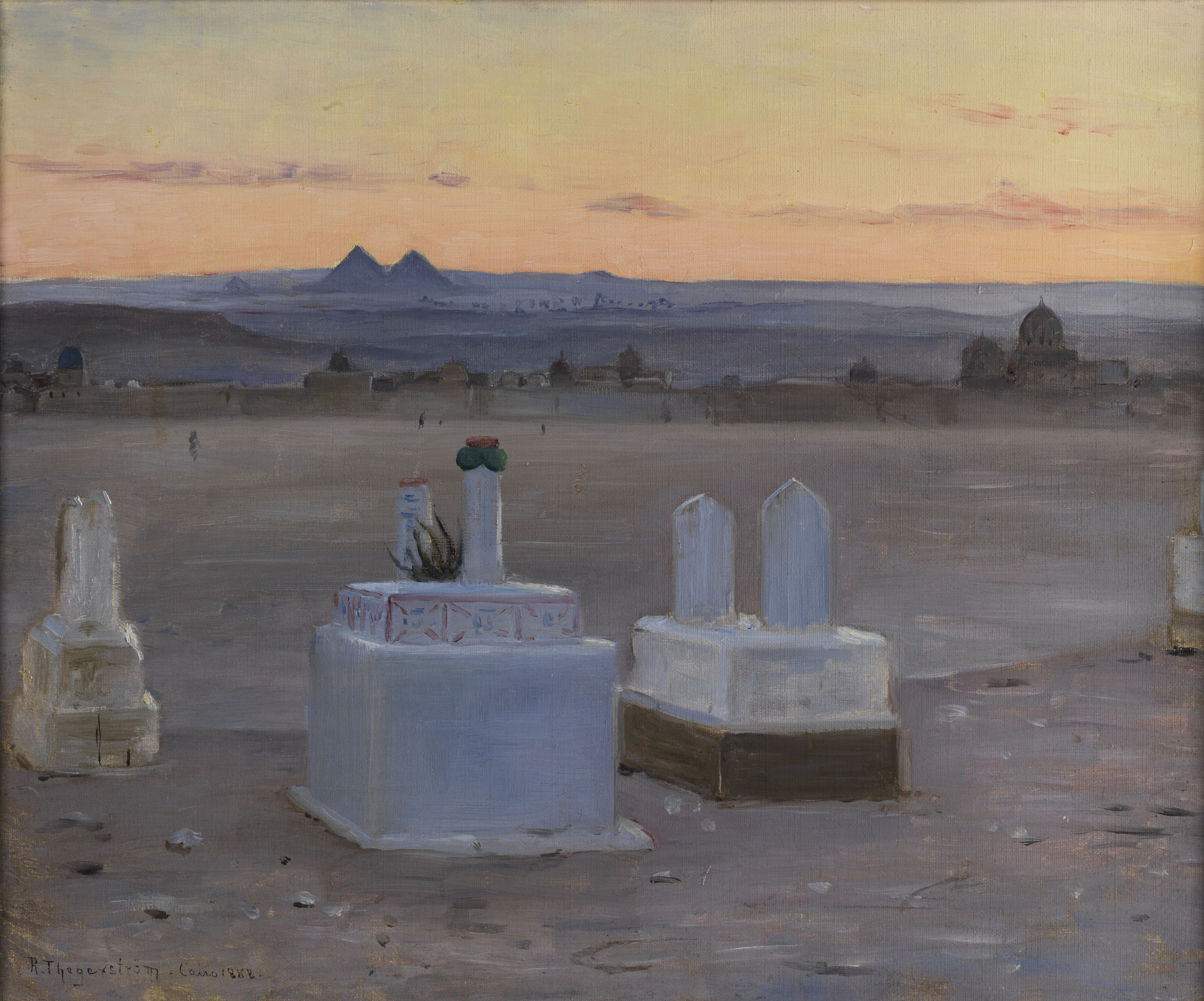
Вечерний вид на Каир (1888)
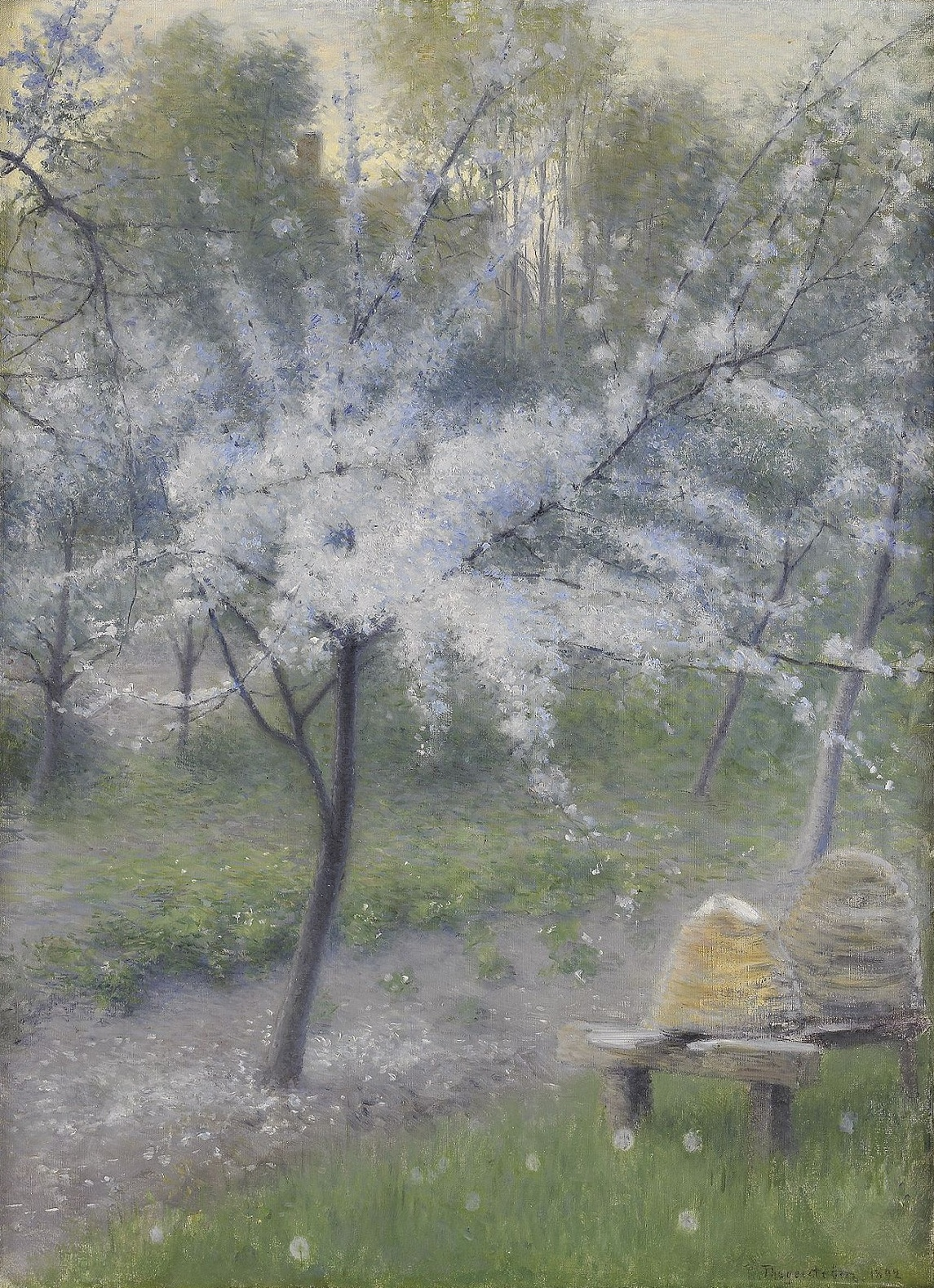
Цветущие вишни (1892)